# Ognjena
Ognjena (kyrillisch: Огњена) ein seltener weiblicher Vorname, der überwiegend in Serbien verbreitet ist.

## Herkunft
Der Name Ognjena wird von dem männlichen Vornamen Ognjen abgeleitet. Dieser kommt von dem altslawischen Wort Oganj (kyrillisch: Огањ) und bedeutet wörtlich übersetzt Feuer, deswegen ist die Bedeutung des Namens die aus dem Feuer Kommende.

## Bedeutung
Das Kind mit dem Namen Ognjena soll charakteristische Eigenschaften vom Feuer übernehmen und von dem Element Feuer geschützt werden.

## Namenstag
Der Namenstag ist am 30. Juli (genannt: Ognjena Marija).

## Varianten
- Andere Form: Ognjenka, Olja
- Als Nachname: Ognjenović (kyrillisch: Огњеновић)